# Ulolonche marloffi
Ulolonche marloffi är en fjärilsart som beskrevs av Barnes och Benjamin 1924. Ulolonche marloffi ingår i släktet Ulolonche och familjen nattflyn. Inga underarter finns listade i Catalogue of Life.